# Саркисян, Хорен Трчунович
Хорен Трчунович Саркисян (Трчуныч), (арм. Խորեն Սարգսյան, 2 января 1948, село Цовинар Мартуни) — бывший депутат парламента Армении.
- 1970—1975 — Ереванский зоотехническо-ветеринарный институт.
- 1984—1989 — Омский политехнический институт. Инженер-зоотехник, инженер-механик.
- 1965—1969 — работал секретарём в консульстве Мартунинского района.
- 1969—1975 — работал шахтёром в туннеле Арпа-Севан.
- 1976—1996 — работал таксистом в Ереванском парке, а позже инженером-механиком.
- В сентябре 1999 — заместитель губернатора Гегаркуникского района.
- 1995—1999 — депутат парламента. Член постоянной комиссии по государственно-правовым вопросам. Член «Коммунистической партии Армении».
- 1999—2003 — был депутатом парламента, член постоянной комиссии по обороне, национальной безопасности и внутренним делам. Член «КПА».